# 1647

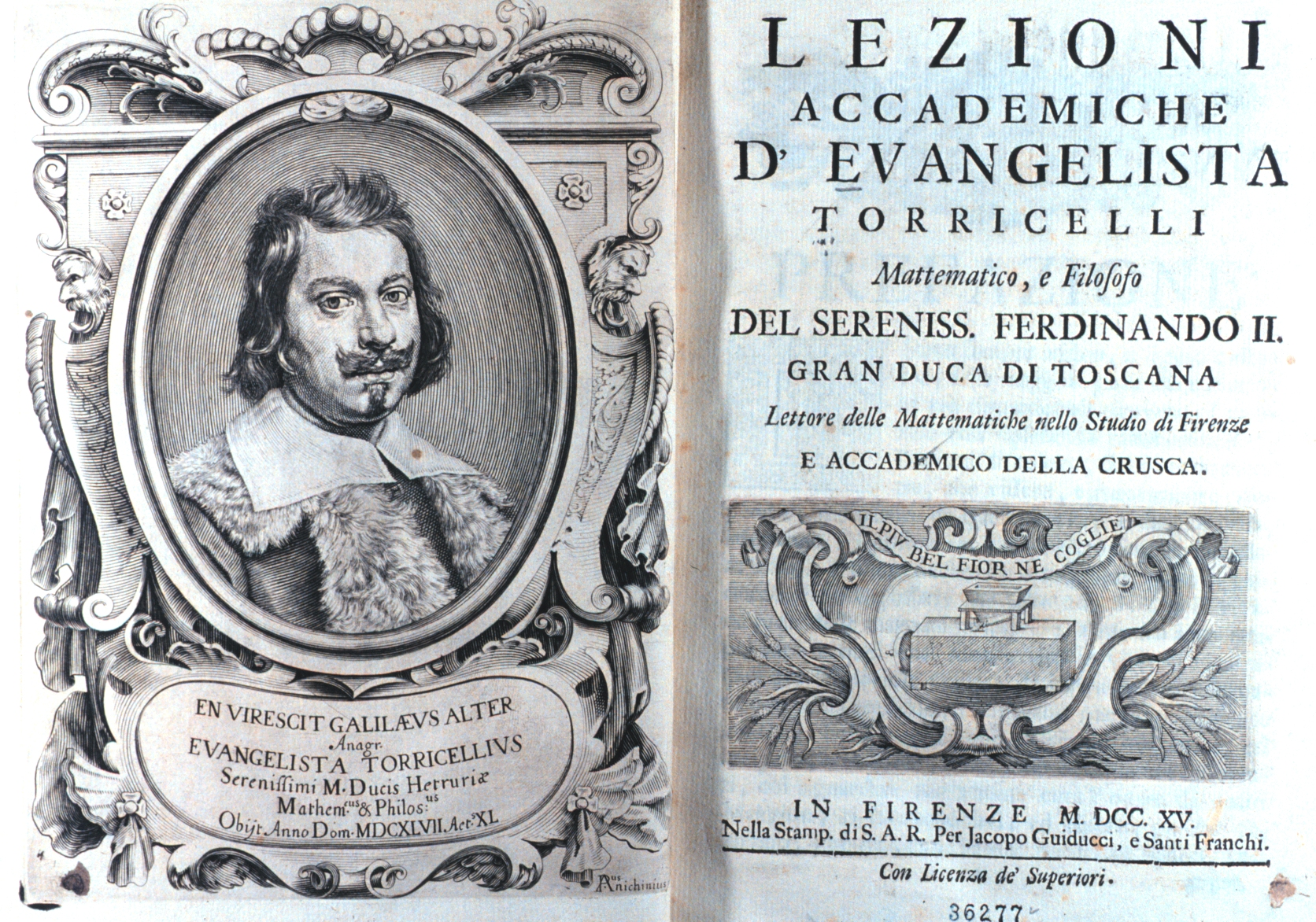
Torricelli

Het jaar 1647 is het 47e jaar in de 17e eeuw volgens de christelijke jaartelling.

## Gebeurtenissen
april
- 9 - In Warmsen slaat op klaarlichte dag een meteoriet in. De restanten daarvan worden voor onderzoek naar Stolzenau gestuurd.
- april - Aartshertog Leopold Willem van Oostenrijk wordt landvoogd in de Zuidelijke Nederlanden.

mei
- 10 - Bij de plechtige uitvaart van stadhouder Frederik Hendrik in Delft vat de hoogbejaarde schrijver P.C. Hooft kou. Hij sterft elf dagen later.
- mei - Volksopstand in Palermo tegen het Spaanse bewind wordt neergeslagen.

juli
- 7 - In Napels breekt een opstand uit tegen een nieuwe belasting op fruit.
- 16 - De jonge viskoopman Masaniello, leider van de "fruitopstand" in Napels, komt door vergiftiging om het leven, waardoor de opstand radicaliseert.

augustus
- 3 - Koning Karel I van Engeland wordt opgesloten in Hampton Court Palace.
- 18 - Troepen van het Engelse parlement slaan in de Slag bij Dungans Hill een Ierse aanval op Dublin af. De Engelse generaal Michael Jones laat drieduizend katholieke Ierse soldaten executeren.

september
- 27 - Beleg van het plaatsje Diksmuide in Vlaanderen op de Fransen door de Spanjaarden onder bevel van landvoogd Leopold Willem.

oktober
- In Napels roepen opstandelingen de Koninklijke Republiek uit.

november
- 11 - Uit angst voor de gramschap van de soldaten vlucht Karel I van Engeland weg uit Hampton Court. Hij gaat naar het eiland Wight.

zonder datum
- Resten van de tempel van Nehalennia en meerdere votiefstenen zijn gevonden in Zeeland.
- Johannes Hevelius publiceert het resultaat van zijn 4 jaar durende cartografisch onderzoek van de Maan onder de titel Selenographia sive Lunae Descriptio. Hij ontdekt hierbij tevens de libratie van de Maan.

## Muziek
- Première van de opera Orfeo van Luigi Rossi

## Beeldende kunst

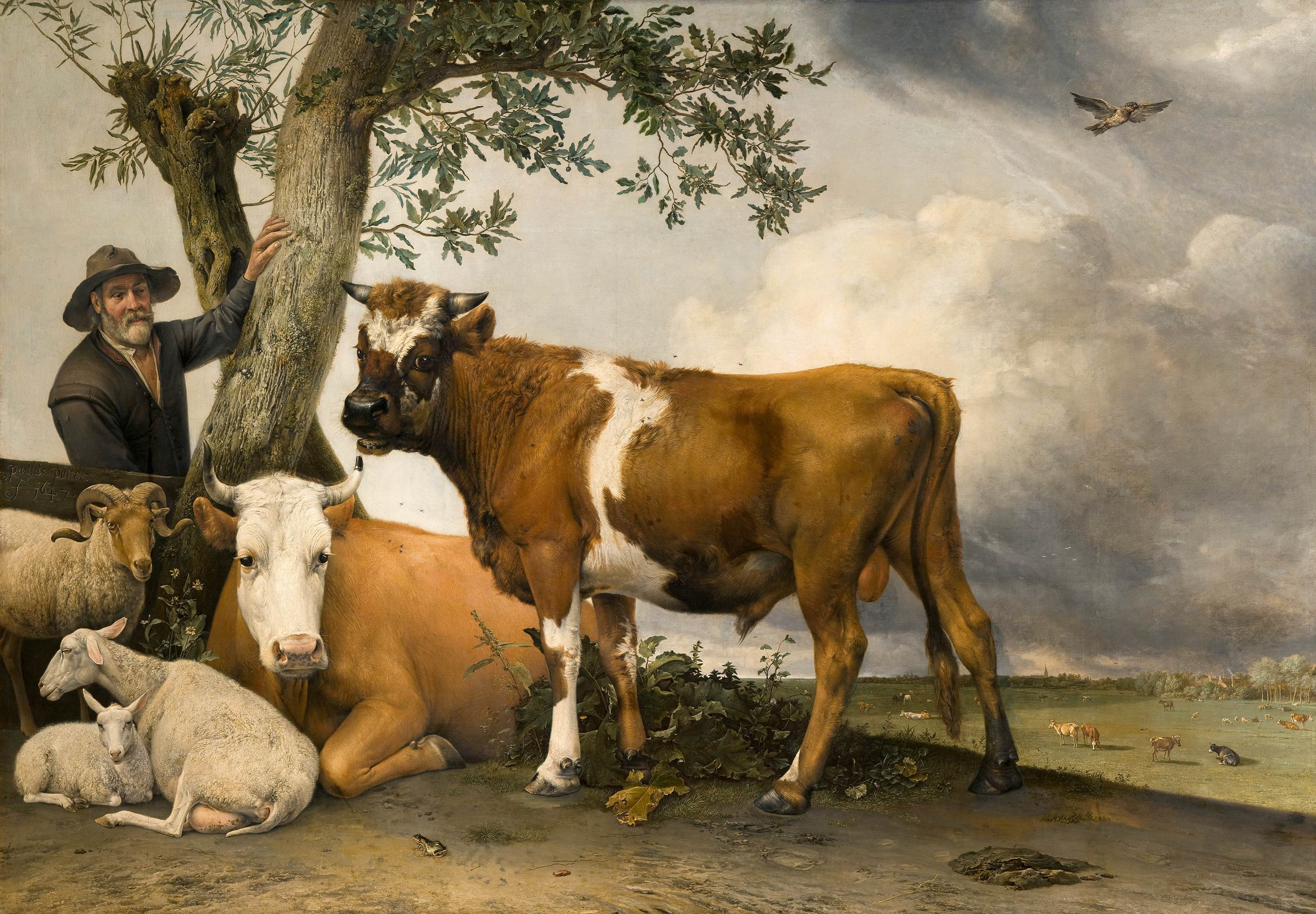
De Stier (1647) Paulus Potter, Mauritshuis, Den Haag

## Bouwkunst

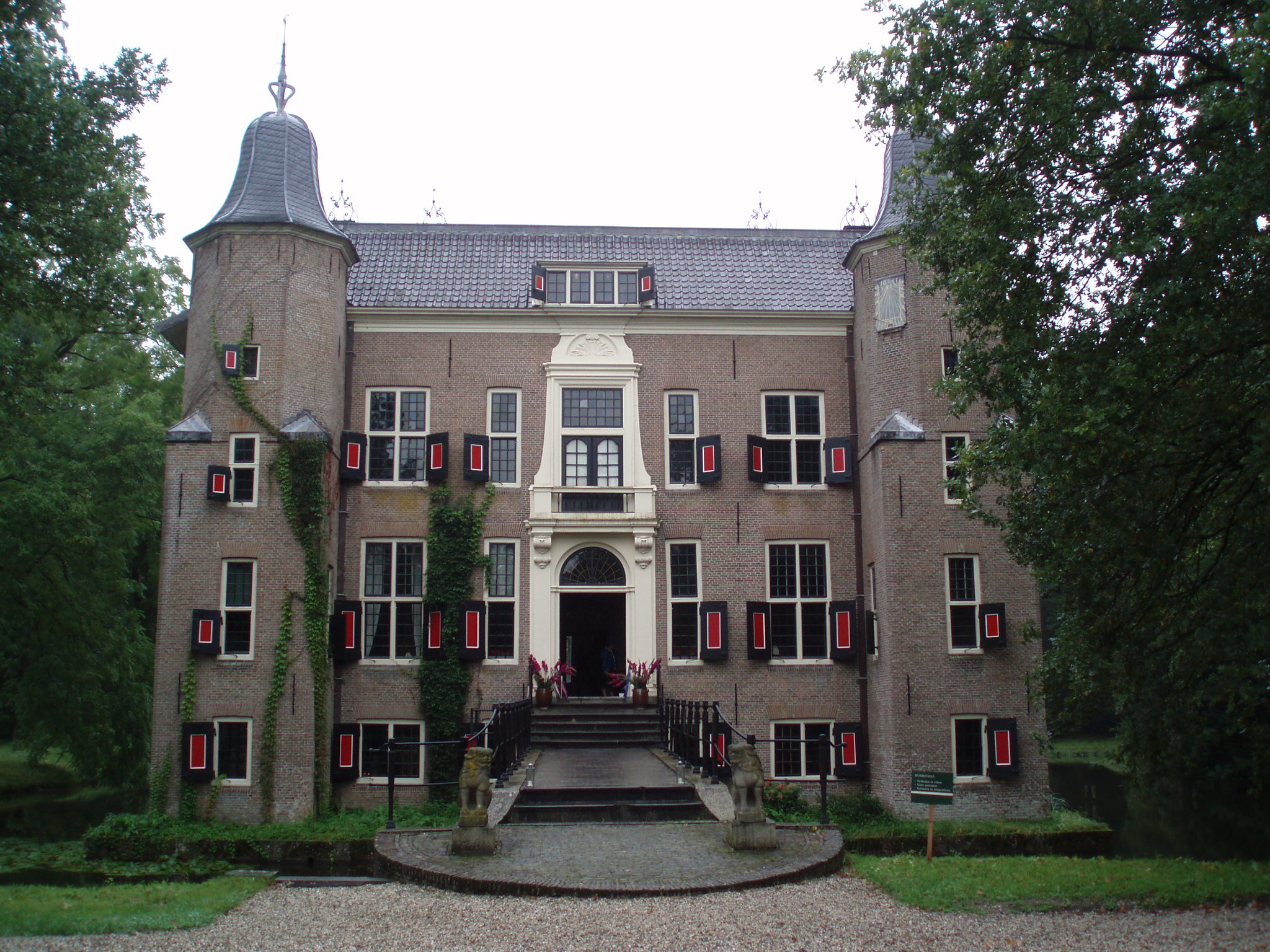
Huis te Linschoten, Montfoort (1647)

## Geboren
april
1 - John Wilmot, Engels dichter (overleden 1680)
2 - Maria Sibylla Merian, Duitse kunstenares en entomologe (overleden 1717)

## Overleden
maart
- 14 - Frederik Hendrik van Oranje (63), prins van Oranje en graaf van Nassau

mei
- 21 - Pieter Corneliszoon Hooft (66), Nederlands dichter en historicus

september
- 24 - Jan Verzijl (44 of 45), Nederlands schilder

oktober
- 25 - Evangelista Torricelli (39), Italiaans wiskundige en de uitvinder van de barometer en het vacuüm

november
- 30 - Giovanni Lanfranco (65), Italiaans kunstschilder

december
- 24 - Albert Burgh (±54), Nederlands geneesheer, lid van de vroedschap en burgemeester van Amsterdam